# L'Américain (roman)
Pour les articles homonymes, voir L'Américain.
L'Américain (The American) est un roman américain d'Henry James, d'abord publié sous forme de feuilleton dans l'Atlantic Monthly en 1876-1877, puis cette même année en volume.
Le récit mêle le mélodrame à la comédie sociale dans les aventures et mésaventures de Christopher Newman, un homme d'affaires américain de bonne nature, mais plutôt gauche lors de son premier voyage en Europe. Newman est à la recherche d'un monde différent de son univers des affaires du XIXe siècle américain. Tout en découvrant les beautés et les tares de l'Europe, il apprend à se méfier des apparences. Le cœur du roman repose sur la cour que fait le héros à une jeune veuve de l'aristocratie parisienne.

## Résumé
Séduisant Américain de quarante ans, Christopher Newman, a fait fortune dans la vente d'appareils sanitaires. Devenu riche, il ne ressent paradoxalement que du dégoût pour l'argent, et va jusqu'à négliger une affaire qui aurait pu lui rapporter un demi-million. Il choisit plutôt de s'embarquer pour l'Europe afin de se cultiver. Par le truchement de l’épouse d'un compatriote, il a des entrées dans la haute société de la capitale française. 
Bientôt, il fait la connaissance de la comtesse de Cintré, une élégante jeune veuve, dont il s'éprend. Les sentiments sont partagés, et voici l'Américain fiancé. Or, l'univers culturel de la marquise, bien différent de celui de l’Américain, est un monde fermé, étroit d'esprit et pétri de traditions. C'est pourquoi la famille de la marquise mène une guerre sourde contre l'étranger américain, jusqu'à ce qu'il renonce de lui-même au mariage. 
Peu après, par diverses circonstances, Newman entre en possession d'un document dont la divulgation couvrirait de honte la mère et le frère de son ancienne fiancée. Il éprouve la tentation tout humaine de s'en servir pour se venger, mais sa loyauté morale l'emporte, et il s'y refuse. Claire, résignée à perdre non seulement son fiancé, mais sa liberté et pour ainsi dire sa vie, se fait carmélite.

## Adaptations
Toujours en quête d'un succès sur les planches, James adapta lui-même son roman en pièce de théâtre au début des années 1890. Cette version dramatique en altéra grandement l'intrigue, s'achevant même de façon heureuse dans le but de plaire au public. La pièce fut produite à Londres et d'autres grandes villes anglaises, où le succès s'avéra modeste.
La chaîne publique américaine PBS produisit une version télévisée du roman en 2001, réalisé par Paul Unwin, avec Matthew Modine dans le rôle de Christopher Newman et Diana Rigg en Madame de Bellegarde.